# Кузминский, Александр Михайлович
Алекса́ндр Миха́йлович Кузми́нский (1844—1917) — русский судебный деятель, сенатор, первоприсутствующий в соединенном присутствии первого и кассационного департаментов Сената. Действительный тайный советник.

## Биография
Происходил из потомственных дворян Черниговской губернии. Родился 22 марта (3 апреля) 1844 года в Перми, сын статского советника Михаила Петровича Кузминского (1811—1847) и Веры Александровны, урождённой Иславиной (1825—1909).
В 1864 году окончил Императорское училище правоведения, около года прожил в своем родовом имении, а затем поступил на государственную службу старшим чиновником особых поручений при Волынском губернаторе. В следующем году перешел к Киевскому, Подольскому и Волынскому генерал-губернатору.
В ноябре 1866 года, при введении судебной реформы в Санкт-Петербургском и Московском округах, занял должность судебного следователя в Тульском окружном суде. Через год был назначен товарищем прокурора того же суда.
В 1871 году перешёл в Кавказские судебные установления и был назначен прокурором Кутаисского, а затем Тифлисского окружного суда. В 1879 году был назначен товарищем прокурора Харьковской судебной палаты. В следующем году, по приглашению графа Лорис-Меликова, принял участие в редакционной работе по составлению отчёта об управлении Харьковским генерал-губернаторством, а затем был вызван в Петербург для заведования делами только что учрежденной Верховной распорядительной комиссии.
В 1881—1889 годах занимал должность председателя Санкт-Петербургского окружного суда. В 1889 году, перед введением судебной реформы в Прибалтийских губерниях, был назначен прокурором Санкт-Петербургской судебной палаты и принял ближайшее участие в открытии новых судебных установлений в крае. Через год министр юстиции Манасеин поручил Кузминскому обозрение этих установлений. Кроме того, он выполнял ревизию судебный установлений Оренбургской и Олонецкой губерний, в которых затем была введена судебная реформа. В 1894—1900 годах был старшим председателем Киевской судебной палаты. В 1896 году был произведён в тайные советники.
С 19 октября 1900 года — сенатор Уголовного кассационного департамента Правительствующего сената. С января 1910 года — первоприсутствующий в соединенном присутствии 1-го и Кассационного департаментов. В 1911 году был произведён в чин действительного тайного советника.
В 1905 году, по Высочайшему повелению, производил две сенаторские ревизии, первые после двадцатитрехлетнего промежутка: для расследования армянско-татарской резни в Баку и Бакинской губернии, и еврейского погрома в Одесском градоначальстве.
Скончался 1 (14) марта 1917 года в Петрограде. Похоронен на Новодевичьем кладбище Санкт-Петербурга.
- А.М. Кузминский. Конец 1860-х - начало 1870-х годов.
- А.М. Кузминский. Тифлис, 1874-1875 гг.
- В группе первоприсутствующих Сената.

## Семья
В 1867 году женился на Татьяне Андреевне Берс (1846—1925), дочери врача Московской дворцовой конторы коллежского асессора А. Е. Берса и младшей сестре Софьи Андреевны Берс, жены писателя Льва Толстого. Их дети:
- Дарья (1868—1873);
- Мария (1869—1923), в 1891 году вышла замуж за конногвардейца Ивана Егоровича Эрдели (разведены в 1919 г.), во втором браке — баронесса Штакельберг[4];
- Вера (1871—1940-е);
- Татьяна (1872—1877).
- Михаил (1875—1938), юрист. В эмиграции в Германии. Похоронен в Берлине на кладбище Тегель[5].
- Александр (1880—1930), коллежский секретарь, лётчик[4];
- Василий (16.01.1882—1933), был офицером гвардейского экипажа, капитан 2-го ранга; был женат на дочерях генерала Д. С. Заботкина, сначала — на Надежде (1880—1919), а после её смерти — на её сестре Людмиле (1890—1942); в первом браке родились: 21.06.1909 — Дмитрий; 02.09.1912 — Кира[6]
- Дмитрий (1888—1937), воспитанник Училища правоведения (1909), товарищ прокурора Псковского окружного суда. В Первую мировую войну — штабс-ротмистр лейб-гвардии Драгунского полка, награждён Георгиевским крестом 4-й степени. Участник Белого движения, был членом чрезвычайной следственной комиссии о большевистских зверствах. В эмиграции в Югославии[7][8].

## Награды
- Орден Святого Станислава 1-й ст. (1889);
- Орден Святой Анны 1-й ст. (1891);
- Орден Святого Владимира 2-й ст. (1902);
- Орден Белого Орла (1910);
- Орден Святого Александра Невского (1914).

- медаль «В память царствования императора Александра III»
- медаль «В память 300-летия царствования дома Романовых»